# Dmytro Babenko
Dmytro Ołehowycz Babenko, ukr. Дмитро Олегович Бабенко (ur. 28 czerwca 1978 w Woroszyłowgradzie) – ukraiński piłkarz, grający na pozycji bramkarza.

## Kariera piłkarska

### Kariera klubowa
W 1995 rozpoczął karierę piłkarską w Chimiku Siewierodonieck, skąd na początku 1997 został zaproszony do Zorii Ługańsk. Na początku 2006 przeszedł do Zakarpattia Użhorod, w składzie którego 19 marca 2006 roku zadebiutował w Ukraińskiej Wyszczej Lidze w meczu z FK Charków (2:1). W lipcu 2016 dołączył do litewskiego klubu Lietava Janów.

## Sukcesy i odznaczenia

### Sukcesy klubowe
- mistrz Pierwszej Lihi Ukrainy: 2009
- wicemistrz Pierwszej Lihi Ukrainy: 2007
- brązowy medalista Pierwszej Lihi Ukrainy: 2005